# Venera 5
Venera 5 (Russisch: Венера-5) was een Russische onbemande missie naar Venus aan het einde van de zestiger jaren. Het doel van deze vlucht was onderzoek naar deze planeet te verrichten. Deze sonde bestond uit een moederschip en een lander. Deze missie werd samen met zusterschip Venera 6 uitgevoerd om atmosferische gegevens te kunnen vergelijken.

## Wederzijdse uitwisseling van gegevens

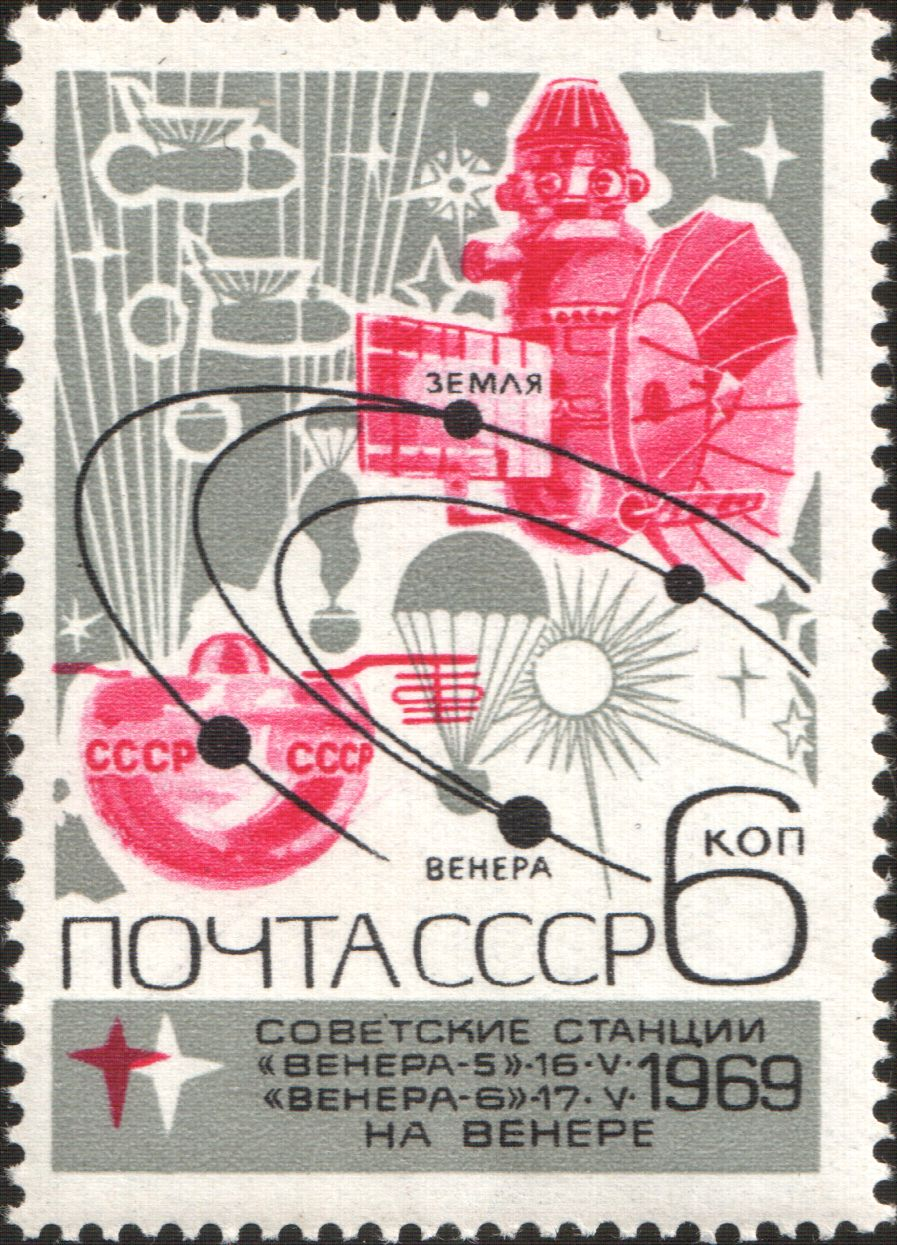
Russische postzegel ter ere van de Venera 5 en 6

### Onduidelijke gegevens over atmosfeer
Ook na de geslaagde missies van voorganger Venera 4 en Mariner 5 konden astronomen nog steeds niet goed de precieze luchtdruk op onze buurplaneet bepalen. In maart 1968 kwamen zowel Russische als Amerikaanse deskundigen bijeen in Tucson om hun meetresultaten aan hun collegae voor te leggen. Het was een voorzichtige eerste poging tot samenwerking. De twee supermachten probeerden weliswaar ieder voor zich aan te tonen dat hun ruimtevaarttechnologie superieur was aan die van de tegenpartij, maar het kon weinig kwaad om voor toekomstige missies voort te borduren op voorgaande vluchten en verzamelde gegevens uit te wisselen: dat leverde beiden in dit geval slechts voordeel op. Deze conferentie kreeg navolging in Tokio (mei) en Kiev (oktober).
Men argumenteerde, dat beide sondes tijdens hun onderzoek de oppervlakte van Venus niet bereikten. Tegelijkertijd deden radarmetingen vanaf de Aarde nader onderzoek naar de exacte diameter van Venus. De Russen gaven weliswaar toe dat hun sonde het oppervlak niet bereikte, maar kwamen met de suggestie dat hun vaartuig wel degelijk op een, zij het zeer hooggelegen plateau, kon zijn geland.
Een in die tijd toonaangevende deskundige, Carl Sagan, weersprak de Russische claim. Hij beargumenteerde dat zo'n bergachtig gebied niet strookte met de gedane radarwaarnemingen. Bovendien hielden de radiosignalen van Venera 4 op, voordat de luchtdruk de ontwerpspecificaties overschreed. Volgens Sagan raakten de batterijen van de capsule gewoon uitgeput tijdens de afdaling. De Russische delegatie gaf hem ten slotte gelijk.
Men legde de gegevens van Venera 4 naast de radarwaarnemingen. Door extrapolatie kon nu een redelijke schatting van de juiste temperatuur en luchtdruk op Venus worden gedaan. Die kwam uit op een temperatuur van 427°C en een luchtdruk van 75 bar. De Sovjetgeleerden maakten een eigen inschatting van de luchtdruk van 75 à 100 bar. De Russische verkenner was gebouwd op maximaal 25 bar omdat veel geleerden slechts een luchtdruk aan de oppervlakte van 18 bar verwachtten; de conclusie was dat de capsule nooit in functionerende toestand de oppervlakte kon hebben bereikt.

### Gevolgen voor nieuwe Russische Venusvluchten
Het was de Russen nu duidelijk, dat hun ontwerp nooit in werkende toestand het Venusoppervlak zou bereiken. De nummers 5, 6 en 7 rustten ze daarom niet met specifieke instrumenten voor oppervlaktewaarneming uit. De Sovjetgeleerden maakten een eigen inschatting van de luchtdruk van 75 à 100 bar. De Venera's 5 en 6 waren slechts berekend op 25 bar; Venera 7 was een extra zware uitvoering bestand tegen 180 bar, maar voerde daarom nauwelijks nuttige lading mee.

### Aanpassingen
Doordat Venera 4 te traag afdaalde door de onverwacht dichte atmosfeer, maakten 5 en 6 gebruik van kleinere remparachutes van 12 m². Hierdoor verliep de afdaling sneller, om te voorkomen dat de batterij aan boord uitgeput raakte voordat de Venusiaanse atmosfeer de capsule vernietigde.
Bovendien bleek het lanceervenster niet optimaal. De Venera 5 zou Venus met hogere snelheid naderen dan gebruikelijk. Hierdoor namen de op de capsule inwerkende krachten tijdens de afremmingsfase toe. De versterkte landingscapsule kon 450 g aan.
Daarnaast beschikte het moederschip over een verbeterde temperatuurregeling. Dit in eerste instantie onbetrouwbare systeem bleek de achilleshiel van de eerste drie vluchten. De radiatorpijpen (zichtbaar op het "hoedje" bovenop Venera 2 en 3) gingen op de schop met als resultaat een eenvoudiger systeem.

## Technische specificaties

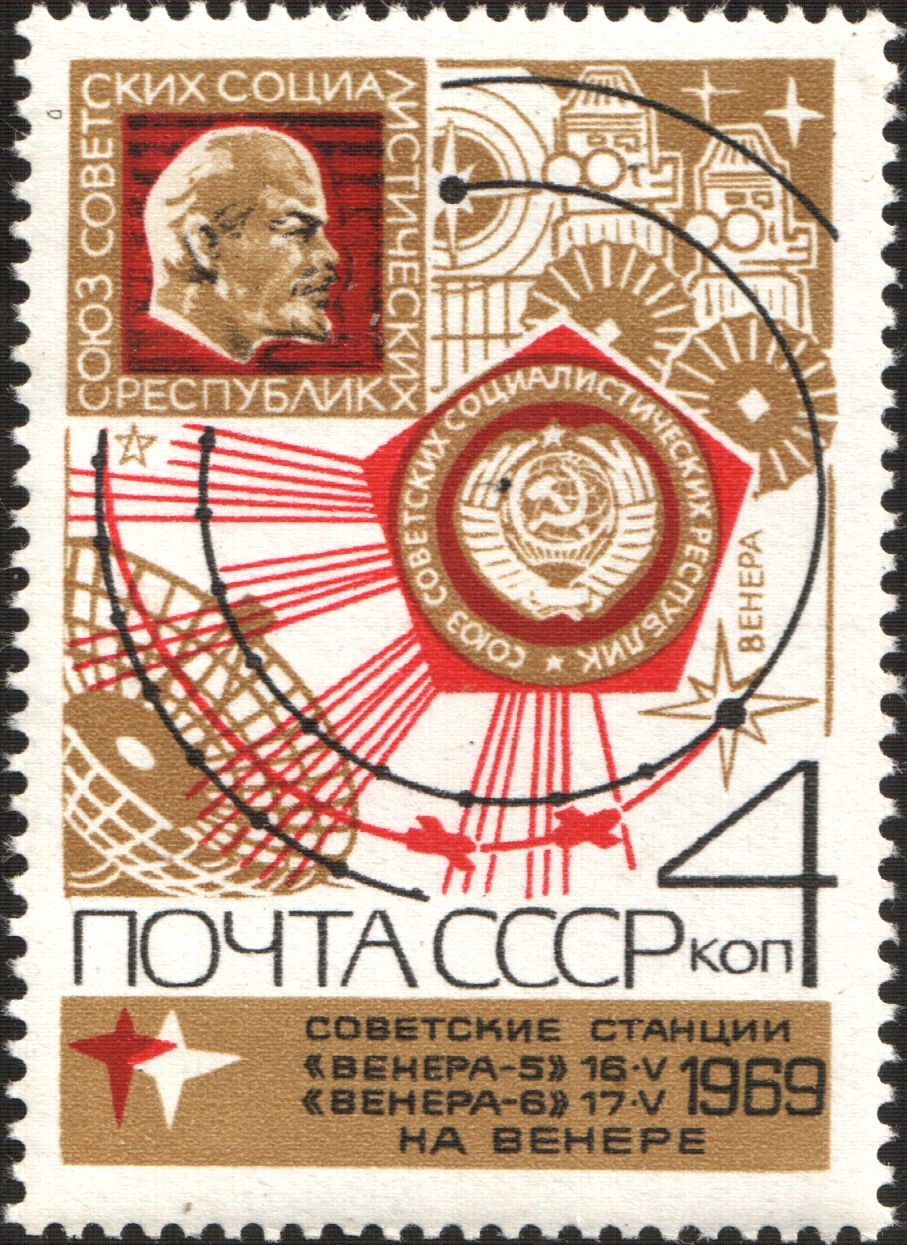
Postzegel met wapenschild van de U.S.S.R. en beeltenis van Lenin

### Afmetingen en gewicht
Het moederschip was 3,5 m hoog bij een spanwijdte van 4 m met uitgeklapte zonnepanelen en beschikte over een 2,3 m grote schotelantenne. De bolvormige lander had een diameter van 1 m en woog 405 kg. Het totaalgewicht van deze sonde tikte aan op 1130 kg.
De lander was met zowel een hulpparachute als remparachute uitgerust, om te verhinderen dat de remparachute niet naar behoren functioneerde. Daarnaast bevonden zich onder andere een ontvochtiger, versnellingsmeter, ventilator, isolatie en een schokdemper aan boord.
Ook de afdeling Propaganda liet zich niet onbetuigd: het ruimteschip voerde een medaillon met het wapen van de Sovjet-Unie en een beeltenis van Lenin mee.

### Wetenschappelijke instrumenten moederschip
Het moederschip beschikte over:
- Magnetometer.
- Ultraviolet fotometer.
- Kosmische stralings meter
- Detectoren om geladen deeltjes in de interplanetaire ruimte te meten.

### Wetenschappelijke instrumenten lander
De lander was uitgerust met:
- Radiohoogtemeter.
- Thermometers.
- Barometers (6). Omdat Venera 4 al een ruwe indicatie overseinde van de Venusiaanse dampkring, konden de Russen hun apparatuur verfijnen. Drie dubbel uitgevoerde barometers namen metingen in specifieke gebieden. Een ervan mat tussen 1 en 39 bar, de tweede tussen 0,66 en 26 bar en de derde tussen 0,13 en 6,6 bar.
- Reflectie densitometer.
- Detectoren voor chemische samenstelling van de dampkring. Omdat de twee sondes vrijwel tegelijk bij Venus aankwamen, had ieder een andere meetinstelling. De Venera 5 nam zijn metingen bij een luchtdruk van 0,6 en 5 bar terwijl Venera 6 hetzelfde deed bij een druk van 2 en 10 bar.
- Foto-elektrische sensors, om het Ashen licht te bestuderen. Het viel astronomen op, dat de duistere zijde van Venus af en toe oplicht. Hiervoor is nog steeds geen afdoende verklaring gevonden.

## Verloop van de vlucht

### Lancering en vlucht naar Venus
De Venera 5 werd gelanceerd op 5 januari 1969 met een A-2-e Molniya draagraket vanaf Bajkonoer. Tijdens de reis zocht de vluchtleiding 73 maal contact met het vaartuig. Op 14 maart volgde een baancorrectie, waarna de verkenner op 16 mei 1969 bij Venus arriveerde en de landingscapsule afstootte.

### Afdaling
De dichte atmosfeer reduceerde de snelheid tot 756 km/u. Vervolgens startten de metingen en zond de lander gedurende 53 minuten gegevens over temperatuur, luchtdruk en chemische samenstelling van de dampkring naar de Aarde. Helaas registreerden de foto-elektrische sensors slechts duisternis, op een zeer krachtig signaal na. Vier minuten voor het radiocontact verloren ging mat de sonde een lichtsterkte 50 maal krachtiger dan de andere lichtmetingen. Hiervoor zijn meerdere verklaringen; naast het eerste wetenschappelijk bewijs voor bliksem kan ook een breuk in de capsule verantwoordelijk zijn voor deze excessieve meting.

### Einde van de missie
Na 53 minuten, op een hoogte tussen 26 en 24 km en een luchtdruk van 26,1 bar, gaf de capsule de geest. De binnentemperatuur liep tijdens de afdaling op van 13°C tot 28°C. Niet de hoge temperatuur op Venus, maar de hoge luchtdruk was dus de oorzaak. Extrapolatie van diens gegevens wezen op een (foutieve) oppervlaktetemperatuur van 530°C bij een druk van 140 bar. De hoogte waarop het contact verloren ging en de gemeten samenstelling van de atmosfeer kwamen overeen met de resultaten van Venera 4. De hoop van de Sovjets, dat door de kleinere parachutes het vaartuig sneller af zou dalen en pas een stuk dichter bij de oppervlakte stuk zou gaan, bleek ijdel.

### Samenstelling van de atmosfeer
Meting hiervan geschiedde door twee verschillende instrumenten. Het toestel zocht naar koolstofdioxide, stikstof, het edelgas argon, zuurstof en waterdamp.
| Sensor | Gas                                 | Meting     |  |
| ------ | ----------------------------------- | ---------- |  |
| G-10   | CO2                                 | 97 ± 4%    |  |
| G-10   | N2 + Ar                             | < 3,5%     |  |
| G-10   | H2O: via soortelijke weerstand P2O5 | < 4 mg/l   |  |
| G-10   | H2O: via CaCl2 manometer            | ~ 11 mg/l  |  |
| G-8    | CO2: via KOH manometer              | > 60%      |  |
| G-8    | N2 + Ar                             | < 4%       |  |
| G-8    | O2                                  | 0,1%       |  |
| G-8    | H2O: via soortelijke weerstand P2O5 | > 0,7 mg/l |  |

1 · 2 · 3 · 4 · 5 · 6 · 7 · 8 · 9 · 10 · 11 · 12 · 13 · 14 · 15 · 16 · Vega 1 · Vega 2